# Bascarrhinus platypoides
Bascarrhinus platypoides är en insektsart som beskrevs av Fowler 1898. Bascarrhinus platypoides ingår i släktet Bascarrhinus och familjen dvärgstritar. Inga underarter finns listade i Catalogue of Life.